# Plomb
Plomb foi uma comuna francesa na região administrativa da Normandia, no departamento Mancha. Estendia-se por uma área de 8,11 km². Em 2010 a comuna tinha 403 habitantes (densidade: 49,7 hab./km²).
Em 1 de janeiro de 2016, passou a formar parte da nova comuna de Le Parc.